# Andoany
Andoany (tidigare: Hell-Ville) är en stad och kommun i regionen Diana i den norra delen av Madagaskar. Kommunen hade 50 251 invånare vid folkräkningen 2018, på en yta av 29,15 km². Den ligger på ön Nosy Be, cirka 615 kilometer norr om Antananarivo.
Det tidigare namnet Hell-Ville är efter den franske amiralen Anne Chrétien Louis de Hell.